# Sociaaldemocratische Partij (Noord-Korea)

Logo van de Sociaaldemocratische Partij

De Koreaanse Sociaaldemocratische Partij (Koreaans: 조선사회민주당 , Chõson Sahoeminjudang) is een op 3 november 1945 opgerichte Noord-Koreaanse partij. De partij heette toen Koreaanse Democratische Partij (Chõson Minjudang). De eerste voorzitter van de partij werd Cho Man-sik. In februari 1946 werd Cho Man-sik echter afgezet. Sedertdien wordt de partij bestuurd door aanhangers van de communisten, zoals ds. Kang Jang Wook, de oom van dictator Kim Il-sung, die in de jaren vijftig vicevoorzitter van de Democratische Partij was. Choi Jong Kun, een guerrillacommandant, was vanaf 1946 voorzitter van de Democratische Partij. Hij "zuiverde" de partij.
In januari 1981 wijzigde de partij haar naam in Koreaanse Sociaaldemocratische Partij.
De partij maakt thans deel uit van het door de Koreaanse Arbeiderspartij gedomineerde Verenigd Nationaal Democratisch Front.
Anders dan de partijnaam doet vermoeden gaat het niet om een sociaaldemocratische partij in gewone zin. De partij richt zich van oudsher op de stedelijke middenklasse, zelfstandige boeren, handwerkers, handelaars en christenen. Tot het einde van de jaren 80 waren er contacten met zusterpartijen in andere socialistische staten, zoals de Democratische Partij van Polen, de Democratische Partij van Vietnam, de Liberaldemokratische Partei Deutschlands (DDR) en de liberale Tsjecho-Slowaakse Socialistische Partij.
De Koreaanse Sociaaldemocratische Partij is anti-imperialistisch, streeft naar Chajoesong (= autarkie) en werkt nauw samen met de Koreaanse Arbeiderspartij. Kim Jong Tae is voorzitter van de Koreaanse Sociaaldemocratische Partij. De partij is met 51 leden vertegenwoordigd in het schijnparlement de Opperste Volksvergadering. De partij telt ca. 30.000 leden.